# フェリーはこざき
フェリーはこざきは、名門大洋フェリーが運航していたフェリー。

## 概要
名門カーフェリーの大阪航路用として尾道造船で建造され、1973年8月に大阪 - 新門司航路に就航した。
1984年12月、名門カーフェリーと大洋フェリーの統合により、名門大洋フェリーに継承され、運航を継続した。
1992年、フェリーおおさか、フェリーきたきゅうしゅうの就航により引退した。
その後同年に尾道造船に売却されランプウェイ設置などの改造を施した上でドック期間用の予備船を念頭においた日本初のリース用のフェリー船舶となり、フェリーコスモと改名して関西汽船などに傭船されて運航された。
1996年、フィリピンのスーパーフェリーへ売却されSuperFerr 5として就航した。
その後、リブランドされ2GOによる運航となりSt. Joan of Arcと改名して就航している。

### 航路
名門カーフェリー・名門大洋フェリー
- 大阪南港 - 新門司港

本船の就航により毎日運航となった。

## 設計
フェリーすみよしの同型船である。